# Louise Troy
Louise Troy   (Nova York, 9 de novembre de 1933 - Nova York, 5 de maig de 1994) va ser una actriu estatunidenca de teatre i cinema. És més coneguda per les seves actuacions a Tovarich (1963) i Walking Happy (1966), pels quals va ser nominada als premis Tony. El seu paper principal va ser la protagonista de High Spirits (1964).

## Biografia
Nascuda a Manhattan, Troy va ser l'única filla a una família jueva: Ella Ziebel i Seymour Troy (nom original: Taradajka). La seva mare era actriu al teatre yiddish de Nova York, igual que la seva àvia, Frida Gespass, i les germanes de la seva àvia, Helene Gespass i Ella Gespass Wallerstein. Les germanes Gespass, originàries de Lemberg, Àustria, van formar part de la generació fundadora del teatre yiddish a Amèrica. El seu pare era un gran dissenyador i fabricant de sabates de dona. Va estudiar amb Lee Strasberg i a l'American Academy of Dramatic Arts.

### Carrera
El 1955, Troy va aparèixer per primera vegada a l'Off-Broadway a The Infernal Machine. Va fer el seu debut a Broadway al musical Pipe Dream (1955). Va rebre elogis de la crítica pel seu paper al costat d'Edward Woodward, Tammy Grimes, Carol Arthur, i la llegendària Beatrice Lillie al musical High Spirits de 1964, que estava basat en la comèdia de Noël Coward, Blithe Spirit.
També va ser coneguda per les seves aparicions com a convidada al programa de televisió Hogan's Heroes, en el qual el seu marit Werner Klemperer va interpretar el paper de "Coronel Klink". Les seves altres aparicions televisives inclouen Kate and Allie, Room 222, The Odd Couple, Cannon, i Honey West, entre d'altres. A la dècada de 1970, va aparèixer a la llarga telenovel·la diürna The Guiding Light, dues vegades (com a Audrey Frost Mill el 1974, i com a Gladys Shields el 1978). Va aparèixer a la primera temporada de Barnaby Jones (a l'episodi: "To Denise, with Love and Murder", que es va emetre el 22 d'abril de 1973). Les seves aparicions al cinema inclouen Yours, Mine and Ours (1968), The Swimmer (1968) i Ghostbusters II (1989).

## Matrimoni
Troy es va casar per primera vegada amb l'actor Werner Klemperer, des de 1969 fins que es van divorciar el 1975. Després es va casar amb el seu segon marit, l'actor i director Douglas Seale el 1992, van romandre casats fins a la seva mort el 1994, als 60 anys. sense fills.

## Mort
Troy va morir de càncer de mama als 60 anys el 1994 a casa seva a la ciutat de Nova York.

## Filmografia
| Any  | Títol                                       | Paper                  | Notes             |
| ---- | ------------------------------------------- | ---------------------- | ----------------- |
| 1954 | Roogie's Bump                               | Kate                   |                   |
| 1964 | The Parisienne and the Prudes               | Elinor Grater          |                   |
| 1968 | Teus, meus i nostres (Yours, Mine and Ours) | Madeleine Love         |                   |
| 1968 | The Swimmer                                 | Grace Biswanger        |                   |
| 1989 | Caçafantasmes 2 (Ghostbusters II)           | Dona amb abric de pell |                   |
| 1991 | Missing Pieces                              | Mrs. Waldman           | (final film role) |

## Honors
| Any  | Premi       | Categoria                               | Treball       | Resultat |
| ---- | ----------- | --------------------------------------- | ------------- | -------- |
| 1963 | Premis Tony | Millor actriu de repartiment de musical | Tovarich      | Nominat  |
| 1964 | Premis Tony | Millor actriu de repartiment de musical | High Spirits  | Nominat  |
| 1967 | Premis Tony | Millor actriu protagonista de musical   | Walking Happy | Nominat  |